# Skåne–Smålands Jernvägsförening
Skåne–Smålands Jernvägsförening bildades med namnet Skåne–Smålands Jernvägsmuseiförening år 1986 i Strömsnäsbruk för att bevara järnvägsmiljön från Skåne-Smålands Järnväg (SSJ). År 2019 ändrades föreningens namn till Skåne-Smålands Järnvägsförening. Föreningen har återställt lokstallet, vändskivan och stationshuset i Strömsnäsbruk. Under våren år 2019 inköptes stationshuset i Traryd, vilket renoverats och stod klart 2022.  SSJF kunde då visa upp en bit småländsk järnväg mellan två stationssamhällen.
Då föreningen startade sin verksamhet relativt sent finns det endast ett ånglok E2 955 och en flakvagn sparat av den materiel som privatbanan SSJ en gång ägt. Däremot förfogar föreningen över tre Y7 rälsbussar som användes för persontrafiken Åstorp-Värnamo under 1950- och 1960-talet. Därutöver finns en släpvagn som är ombyggd till cafévagn och ett godssläp till motorvagnarna. I samlingarna ingår en ombyggd rälsbuss med beteckningen Qgz. Föreningen förfogar över några diesellok som förr rullade på banan, däribland ett dieselhydrauliskt lok  T21 och två lokomotorer littera Z43. För banunderhåll finns grusvagnar, motortrallor och övrigt som behövs i verksamheten.
Den första trafiken i föreningens regi mellan Traryd-Strömsnäsbruk-Markaryd-Skånes Fagerhult skedde hösten 1986 till Markaryds Marknad och sedan dess det funnits trafik på banan med motorvagnar av typen Y7 i samband med olika evenemang i Markaryd och Strömsnäsbruk.
Föreningen fick först disponera sträckan Strömsnäsbruk-Traryd, vilken köptes 2003 från Svenska staten (Banverket). Föreningen har sedan 2010 tillstånd från Transportstyrelsen att vara infrastrukturförvaltare och har sedan sommaren 2015 tagit över hela förvaltningen av sträckan Markaryd-Strömsnäsbruk, vilken arrenderas av Trafikverket. 
Mellan åren 2011 och 2017 körde SSJF turisttrafik sommartid på sträckan Strömsnäsbruk-Markaryd. Under våren 2022 rustades sträckan Strömsnäsbruk-Traryd upp och från juni 2022 kör SSJF turisttrafik sommartid med Y7-rälsbussar på denna sträcka.
Sträckan Strömsnäsbruk-Timsfors-Markaryd kan först efter banupprustning åter vara möjlig att trafikera med rälsbussar, men på denna sträcka kan man hyra och cykla med dressincykel.